# Lauren London
Lauren Nicole London (Los Angeles, 5 december 1984) is een Amerikaans actrice en model.
London begon haar carrière met verschijningen in videoclips van verschillende rapartiesten. Sinds 2006 speelt ze in films en heeft ze gastrollen in televisieseries, zoals Everybody Hates Chris en Entourage. Aan het einde van oktober 2008 kreeg ze de rol van Christina in de tienerserie 90210. In het zesde seizoen van The Game, op televisie in 2013, heeft ze een vaste rol als Kiera. Naast acteren, werkt London ook als model en woordvoerster.
Op 9 september 2009 is Lauren moeder geworden van een zoon. De vader is rapper Lil Wayne met wie ze in die tijd een relatie had. Sinds december 2013 had ze een relatie met rapper Nipsey Hussle met wie ze in 2016 een zoon kreeg. Hussle, die ook kinderen uit vorige relaties had, was op 31 maart 2019 op de stoep van zijn kledingwinkel in Los Angeles het dodelijke slachtoffer van vuurwapengeweld.

## Filmografie
- Gemeinsame Normdatei: 1242690522
- International Standard Name Identifier: 0000 0001 3129 3772
- Library of Congress Control Number: no2006103935
- Virtual International Authority File: 61307012
- WorldCat: E39PBJkXwYXmm4hcRVYxJ4pwYP